# Weisshornhütte
La Weisshornhütte (2.932 m s.l.m.) è un rifugio alpino situato nelle Alpi del Weisshorn e del Cervino (Alpi Pennine) nel comune di Randa (Canton Vallese).

## Caratteristiche e informazioni
Il rifugio appartiene al Club Alpino Svizzero.
Esso è collocato sulle pendici meridionali del Weisshorn poco sotto lo Schaligletscher.

## Accessi
L'accesso avviene da Randa nella Mattertal in circa quattro ore e trenta. 

## Ascensioni
- Weisshorn - 4.505 m - per la cresta est